# José Guity
José Güity est un footballeur hondurien qui joue actuellement pour le Club Deportivo Marathón. Il fait également partie de l'équipe nationale de football des moins de 23 ans du Honduras qui a gagné le tournoi pré-olympique masculin de la CONCACAF, qualificatif pour les Jeux olympiques d'été de 2008. 